# Izetta Sombo Wesley
Izetta Sombo Wesley là người đứng đầu Hiệp hội bóng đá Liberia, người điều hành bóng đá ở Liberia, bao gồm cả đội bóng đá quốc gia. Wesley là người phụ nữ đầu tiên ở châu Phi đứng đầu một hiệp hội bóng đá khi cô nắm quyền kiểm soát vào tháng 2 năm 2004. Wesley được bầu lại vào tháng 3 năm 2006 trong thời gian 4 năm.